# Ем Самбур
Ем Самбур (кхмер. យ៉ែម សំបូរ; 2 февраля 1913, Kompong-Svay, Баттамбанг, Французский Индокитай — 1989, Париж, Франция) — камбоджийский государственный деятель, премьер-министр Камбоджи (1948—1949 и 1949—1950).

## Биография
В 1935 году получил степень бакалавра.
- 1935—1945 гг. — в судебной системе Камбоджи, являлся председателем провинциальных судов,
- 1947 г. — глава камбоджийской полиции,
- 1948 г. — министр внутренних дел,
- 1948 г. — выходит из Демократической партии и обвиняет главу кабинета Пенн Нута в коррупции,
- февраль-сентябрь 1949 г. — премьер-министр Камбоджи, одновременно министр внутренних дел и министр информации,
- 1949 г. — министр информации в кабинете Аю Кёуса,
- 1949—1950 гг. — вновь премьер-министр Камбоджи, одновременно министр внутренних дел и обороны,
- 1950 г. — основал партию Национального возрождения Камбоджи,
- 1952 г. — после выпуска листовки с критикой правительства Хюи Кантхуля полиция проводит в его доме обыск и задерживает политика. Под нажимом королевы-матери король Нородом Сианук вмешивается в ситуацию, что в конечном итоге приводит к отставке правительства,
- 1952 г. — глава казначейства,
- 1953—1954 гг. — министр экономики,
- 1954 г. — министр финансов,
- 1955 г. — министр бюджета, торговли и промышленности,
- 1955 г. — министр экономики,
- конец 1950-х гг. — куратор Национальной библиотеки,
- 1962 г. — министр сельского хозяйства,
- 1962 и 1966 гг. — избирается депутатом Национального Собрания,
- 1969—1970 гг. — министр юстиции и по вопросам взаимодействия с парламентом,
- 1970 г. — после военного переворота Лон Нола — вице-премьер и министр иностранных дел Камбоджи,
- 1970—1971 гг. и 1972 г. — министр юстиции.

Затем являлся послом в Гаити. После прихода к власти «красных кхмеров» эмигрировал во Францию.